# Neurapraxie
Neurapraxie (altgriechisch νεῦρον neũron, deutsch ‚Nerv‘, ἀπραξία ‚Untätigkeit‘) beschreibt die meist durch Dehnung oder Druck hervorgerufene Funktionsstörung eines Nervs. Sie stellt die mildeste Form einer Nervenverletzung dar, weder die einzelne Nervenzelle selbst noch die Hüllstrukturen sind in ihrer Kontinuität verletzt.

## Abgrenzung
Gemäß der Klassifikation  des britischen orthopädischen Chirurgen Herbert J. Seddon (1903–1977) wird die Neurapraxie von den gravierenderen Schädigungsformen Axonotmesis (mit axonaler Kontinuitätsverletzung) und Neurotmesis (komplette Durchtrennung eines Nerven) abgegrenzt.
|  | Schema eines intakten Nervs |                                                             |
|  | Neurapraxie                 | Axon und Hüllgewebe sind erhalten.                          |
|  | Axonotmesis                 | Das Axon ist durchtrennt, das Hüllgewebe ist aber erhalten. |
|  | Neurotmesis                 | Komplette Durchtrennung des Nervs und seiner Hüllstrukturen |

## Ursachen
Die Neurapraxie ist häufig. Sie kann beispielsweise durch häufiges und lang anhaltendes Aufstützen des Ellbogens oder des Handgelenks auftreten, hier ist meist der Nervus ulnaris betroffen. Bei schlanken Personen kommt bei Übereinanderschlagen der Beine manchmal eine Schädigung des Nervus peronaeus communis vor. Weiterhin tritt die Neurapraxie als sogenannte Schlafdrucklähmung in Erscheinung (englisch pressure paralysis in sleep): Bei ungünstiger Lagerung von Armen oder Beinen während des Schlafes kann es zu Taubheit und Lähmungen des Körperglieds kommen (vgl. Parkbanklähmung).

## Prognose
Die Prognose, also die Heilungs-Chancen, sind bei der Neurapraxie durchweg gut: Die Leitfähigkeit des Nerven ist vor und nach dem Ort der Schädigung erhalten. Die Symptome bilden sich meist spontan innerhalb von Tagen bis Wochen vollständig zurück (Restitutio ad integrum).

## Therapie
Die Behandlung ergibt sich weitgehend aus den Ausführungen zur Prognose: Die Neurapraxie bedarf keiner Therapie. Gelegentlich wird bei Nervenschädigungen die Gabe von Vitamin B propagiert. Der Nutzen ist umstritten.